# Princeton Theological Seminary
Ne doit pas être confondu avec Université de Princeton.
Le Princeton Theological Seminary (PTS) est une université privée destinée à l'enseignement de la théologie protestante située à Princeton. Fondé en 1812 sous les auspices de Archibald Alexander, de l'Assemblée générale de l'Église presbytérienne et du College of New Jersey (devenu aujourd'hui l'université de Princeton), c'est le deuxième séminaire protestant à être fondé aux États-Unis,. C'est aussi le plus grand des 10 séminaires associés à l'Église presbytérienne.
Le Séminaire de Princeton a longtemps été influent dans le domaine théologique, avec de nombreux théologiens reconnus et membres du clergé de premier plan parmi ses professeurs et ses anciens étudiants. En outre, elle gère l'une des plus grandes bibliothèques théologiques du monde et possède un certain nombre de collections spéciales, dont la collection de recherche de Karl Barth dans son Center for Barth Studies (centre d'études barthiennes). Le séminaire gère également une dotation de 986 millions de dollars, ce qui en fait la troisième institution la plus riche de l'État du New Jersey après l'université de Princeton et l'université Rutgers.
Aujourd'hui, le Princeton Theological Seminary accueille environ 500 étudiants. Environ 40% d'entre eux sont candidats au ministère spécifiquement dans l'Église presbytérienne, et les autres (la majorité) sont soit candidats au ministère dans d'autres dénominations protestantes, soit projettent de poursuivre une carrière universitaire d'autres disciplines,
Les séminaristes ont une équivalence académique avec l'université de Princeton ainsi qu'avec le Westminster Choir College de l'université Rider, le Séminaire théologique du Nouveau-Brunswick, le Séminaire théologique juif d'Amérique et l'École du travail social (université Rutgers). L'institution entretient également des relations suivies avec le Center of Theological Inquiry.
La Société américaine de théologie (American Theological Society) se réunit chaque année au printemps dans la bibliothèque du séminaire à l'occasion d'un colloque.

## Historique

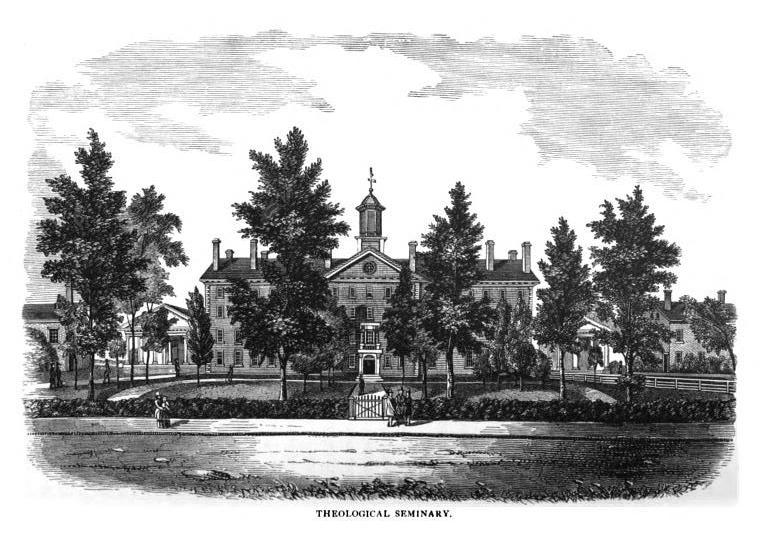
Le Princeton Theological Seminary vers 1800.

Le projet d'établir un séminaire théologique à Princeton est né du besoin de faire progresser et d'étendre le programme d'études théologiques au-delà du cours d'arts libéraux en créant une école professionnelle de théologie de troisième cycle. Le plan fut approuvé avec enthousiasme par les autorités du College of New Jersey, qui devint plus tard l'université de Princeton, car elles avaient réalisé que la formation spécialisée en théologie exigeait plus d'attention qu'elles ne pouvaient lui en consacrer. L'Assemblée générale de l'Église presbytérienne a donc fondé le séminaire de Princeton en 1812, avec l'appui des directeurs du College of New Jersey voisin. Ce fut la deuxième école supérieure de théologie aux États-Unis. Ce séminaire est toujours une institution de l'Église presbytérienne, et le principal de ses dix séminaires théologiques.
En 1812, le séminaire comptait trois étudiants et Archibald Alexander comme premier professeur. En 1815, le nombre d'étudiants étant en progrès, les travaux de construction d'un bâtiment ont commencé : conçu par l'architecte new-yorkais John McComb Jr, Alexander Hall a ouvert ses portes en 1817. La coupole originale a été ajoutée en 1827, mais elle a brûlé en 1913 et a été remplacée en 1926. (Le bâtiment fut simplement appelé "Séminaire" jusqu'en 1893, date à laquelle il fut officiellement nommé Alexander-Hall.) Depuis sa fondation, le Princeton Seminary a diplômé environ 14 000 étudiants ou étudiantes qui ont servi l'Église de différentes manières : ministère pastoral, travail missionnaire, éducation chrétienne ou leadership dans l'enseignement et la recherche ou dans l'administration et le monde des affaires.
Au cours du XIXe siècle et du début du XXe siècle, particulièrement dans les années 1920 avec la controverse fondamentaliste-moderniste, le séminaire a été le théâtre de longues polémiques entre calvinistes libéraux et conservateurs, ce qui a donné lieu à l'émergence de la théologie de Princeton qui préfigure et a grandement influencé l'évangélisme. Parmi les figures actives de l'institution dans ce mouvement, on peut citer Charles Hodge, Benjamin B. Warfield, John Gresham Machen et Geerhardus Vos. En 1929, le Princeton Theological Seminary a été réorganisé pour que la direction et la faculté de l’école soient plus représentatives de l’église et non du seul presbytérianisme de la vieille école. Deux des nouveaux membres du conseil du séminaire étaient signataires de l’affirmation d'Auburn. Afin de préserver l'héritage de l'ancienne école de Princeton, le théologien conservateur John G. Machen et plusieurs de ses collègues (Oswald Thompson Allis, Robert Dick Wilson et Cornelius van Til) ont alors fondé le Séminaire théologique de Westminster, plus conservateur, à Glenside en Pennsylvanie.
En 1958, Princeton devint un séminaire de l'Église presbytérienne unie aux États-Unis (UPCUSA), à la suite de la fusion entre l'Église presbytérienne aux États-Unis et l'Église presbytérienne de l'Amérique du Nord (UPCNA), et en 1983, elle deviendra un séminaire de l'Église presbytérienne (PC(USA)) après la fusion entre l'UPCUSA et l'Église presbytérienne des États-Unis.

## Personnalités liées au Princeton Theological Seminary

### Principaux et présidents du Princeton Theological Seminary
Avant la création du poste de président en 1902, le Princeton Theological Seminary était dirigé par un principal.
Principaux
- Archibald Alexander (1812–1850)
- Charles Hodge (1851–1878)
- Archibald Alexander Hodge (1878–1886)
- Benjamin B. Warfield (1887–1902)

Présidents
- Francis Landey Patton (1902–1913)
- J. Ross Stevenson (1914–1936)
- John A. Mackay (1936–1959)
- James I. McCord (1959–1983)
- Thomas W. Gillespie (1983–2004)
- Iain R. Torrance (2004–2012)
- M. Craig Barnes (2013–)[8]

### Professeurs célèbres
- Diogenes Allen
- Bernhard Anderson
- Emil Brunner
- Donald Eric Capps
- James Charlesworth
- Kenda Creasy Dean
- F. W. Dobbs-Allsopp
- Abigail Rian Evans
- Karlfried Froehlich
- Freda Gardner
- Henry Snyder Gehman
- Gordon Graham
- George Hendry
- John Hick
- Archibald Alexander Hodge
- Charles Hodge
- Elmer G. Homrighausen
- George Hunsinger
- James Franklin Kay
- Cleophus LaRue
- John Gresham Machen
- Bruce L. McCormack
- Elsie A. McKee
- Bruce Metzger
- Patrick D. Miller
- Samuel Miller
- James Moorhead
- Richard Osmer
- Otto Piper
- Luis N. Rivera-Pagán
- J. J. M. Roberts
- Paul Rorem
- Katharine Doob Sakenfeld
- C. L. Seow
- Richard Shaull
- Mark S. Smith
- Max L. Stackhouse
- Loren Stuckenbruck
- Mark Lewis Taylor
- Wentzel van Huyssteen
- Geerhardus Vos
- Benjamin B. Warfield
- Robert Dick Wilson

### Anciens élèves connus
- James Waddel Alexander, 1823
- William Patterson Alexander, missionnaire à Hawaï
- Oswald T. Allis, 1905
- Rubem Alves, 1968, théologien
- Gleason Archer, 1945, théologien évangélique
- Howard Baskerville
- Albert Barnes, 1823
- Louis Berkhof, 1904
- Loraine Boettner, 1929
- Greg Boyd, 1987
- James Montgomery Boice, 1963
- Joseph L. Roberts Jr., pasteur américain
- William Whiting Borden
- Robert Jefferson Breckinridge, 1832
- Dave Brat, 1990, professeur et homme politique[9]
- G. Thompson Brown, 1950, missionnaire, fondateur de la Faculté de théologie de Honam (Honam Theological University and Seminary).
- Anna Carter Florence, 2000
- Shane Claiborne (non diplômé)
- Hunter Corbett, missionnaire en Chine
- Jack Cottrell
- John Finley Crowe, 1815, fondateur de Hanover College
- Michael Simpson Culbertson, 1844, missionnaire en Chine
- Kathy Dawson, professeur à Columbia Theological Seminary.
- William Dembski, philosophe et mathématicien.
- John H. Eastwood, 1941, chaplain US Army Air Corps 464th Bombardment Group in World War II
- Sherwood Eddy, 1896, missionnaire en Inde, dirigeant des YMCA, écrivain, professeur
- Bart D. Ehrman, 1985, professeur et écrivain
- George Forell
- David Noel Freedman (1944), bibliste, auteur, archéologue et pasteur
- David Otis Fuller
- Robert A. J. Gagnon, 1993
- George Washington Gale, 1819, fondateur de Knox College
- Jim Garlow, pasteur de Skyline Church
- James Leo Garrett Jr., 1949, théologien
- Thomas W. Gillespie, 1954, président du séminaire
- William H. Gray III, 1970
- William Henry Green, 1846
- Caspar René Gregory, 1873, papyrologue et théologien germano-américain.
- Francis James Grimké, 1878, pasteur afro-américain, cofondateur de la NAACP
- Phineas Gurley
- Kyung-Chik Han, 1929, fondateur de la Young Nak Presbyterian Church, lauréat du prix Templeton
- John Will Harris, fondateur de l'université Interamerican University of Puerto Rico
- George C. Heckman, président du Hanover College 1870-1879
- Charles Hodge, 1819
- Elmer George Homrighausen, 1924
- William Imbrie, missionnaire au Japon
- Thornwell Jacobs, 1899, fondateur de l'université Oglethorpe University
- Sheldon Jackson, 1858, missionnaire presbytérien dans l'Ouest américain et en Alaska
- Richard A. Jensen, 1962, theologian and author
- Elizabeth Johnson (New Testament Scholar), J. Davison Philips Professor of New Testament at Columbia Theological Seminary
- Toyohiko Kagawa, 1916, pacifiste, réformateur social et écrivain chrétien japonais
- Won W. Lee, professeur de religion et d'études asiatiques au Calvin College.
- Kimberly Bracken Long, 1990, pasteur, écrivain, professeur à Columbia Theological Seminary
- Elijah P. Lovejoy, 1834, journaliste et abolitionniste américain qui fut tué à Alton dans l'Illinois pour avoir tenté de défendre sa presse contre des émeutiers favorable à l'esclavage.
- Clarence Macartney, 1905
- John Gresham Machen, 1905, fondateur du Séminaire théologique de Westminster (Westminster Theological Seminary)
- George Leslie Mackay, missionnaire à Taiwan
- John Maclean, Jr., 1818, président de l'université de Princeton
- Allan MacRae, 1927, fondateur de Faith Theological Seminary and Biblical Theological Seminary
- Basil Manly, Jr., 1847
- David McKinney (en)
- Bruce Metzger, 1938
- Samuel H. Moffett, 1942, missionnaire, professeur
- John Monteith, 1816, premier président de l'université du Michigan
- Frederick Augustus Muhlenberg (éducateur) (en), 1839
- John Murray (théologien)
- John Williamson Nevin, 1826
- John Livingstone Nevius, missionnaire en Chine
- Harold Ockenga, figure du "néo-évangelicisme" des années 1950, poursuivit à partir de 1929 au Séminaire théologique de Westminster des études commencées au Princeton Theological Seminary, en raison de la polémique controverse fondamentalisme – modernisme
- Kathleen M. O'Connor
- Francis Landey Patton, 1865
- Abune Paulos, patriarche de l'Église orthodoxe éthiopienne
- Bradley Phillips, 1849, membre de l'Assemblée de l'État du Wisconsin
- William Swan Plumer, 1826, pasteur presbytérien, écrivain et professeur
- James Reeb, 1953, martyr du mouvement des Droits civiques en 1965
- George S. Rentz, aumônier de la Marine américaine pendant les deux Guerres mondiales
- Jana Riess, 1994
- Jay Richards
- Stanley P. Saunders, 1990
- Samuel Simon Schmucker, 1820
- Louis P. Sheldon, 1960
- Robert B. Sloan, 1973, professeur
- DeForest Soaries
- William Buell Sprague, 1819
- Ned B. Stonehouse, 1927
- Loren Stuckenbruck
- Lorna Taylor
- Charles Templeton, journaliste
- Timothy Tennent, 1991
- Mark L. Tidd, 25e aumônier général de la Marine américaine, avec grade de contre-amiral
- Henry van Dyke, 1874
- Cornelius van Til, 1924, apologète chrétien
- Geerhardus Vos, 1885
- Benjamin Breckinridge Warfield, 1876
- Neil Clark Warren
- Victor Paul Wierwille, président-fondateur de The Way International, institut de recherche, d'enseignement sur la Bible implanté à New Knoxville (Ohio)